# Hosszúfarkú gezerigó
A hosszúfarkú gezerigó (Mimus longicaudatus) a madarak osztályának a verébalakúak (Passeriformes) rendjéhez és a gezerigófélék (Mimidae) családjához tartozó faj.

## Rendszerezése
A fajt Johann Jakob von Tschudi svájci ornitológus írta le 1844-ben.

## Alfajai
- Mimus longicaudatus albogriseus Lesson, 1844
- Mimus longicaudatus longicaudatus Tschudi, 1844
- Mimus longicaudatus maranonicus Carriker, 1933
- Mimus longicaudatus platensis Chapman, 1924[2]

## Előfordulása
Dél-Amerika északnyugati tengerparti részén, részben az Andokban, Ecuador és Peru területén honos. Természetes élőhelyei a szubtrópusi vagy trópusi cserjések, síkvidéki esőerdők és lombhullató erdők. Állandó, nem vonuló faj.

## Megjelenése
Testhossza 30 centiméter, testtömege 54–79 gramm. Farka a nem többi nembe tartozó fajhoz képest hosszú.
|  |

## Életmódja
Szárazföldi és tengeri gerinctelenekkel táplálkozik, de gyümölcsöket és bogyókat is fogyaszt, melyet nagyrészt a talajon keresgél.

## Természetvédelmi helyzete
Az elterjedési területe nagyon nagy, egyedszáma viszont ismeretlen. A Természetvédelmi Világszövetség Vörös listáján nem fenyegetett fajként szerepel.